# Гара (Румунія)
Гара (рум. Gara) — село у повіті Сучава в Румунії. Адміністративно підпорядковане місту Мілішеуць.
Село розташоване на відстані 370 км на північ від Бухареста, 20 км на північний захід від Сучави, 134 км на північний захід від Ясс.

## Населення
За даними перепису населення 2002 року у селі проживали 382 особи, з них 381 особа (99,7 %) румунів. Рідною мовою 381 особа (99,7 %) назвала румунську.